# Diospyros yeobii
Diospyros yeobii är en tvåhjärtbladig växtart som beskrevs av Bakh. Diospyros yeobi ingår i släktet Diospyros och familjen Ebenaceae. Inga underarter finns listade i Catalogue of Life.